# Le Vieux-Cérier
Le Vieux-Cérier är en kommun i departementet Charente i regionen Nouvelle-Aquitaine i västra Frankrike. Kommunen ligger  i kantonen Champagne-Mouton som ligger i arrondissementet Confolens. År 2022 hade Le Vieux-Cérier 131 invånare.

## Befolkningsutveckling
Antalet invånare i kommunen Le Vieux-Cérier
Referens:INSEE